# ブルー (ポケットモンスターSPECIAL)
ブルーは、漫画『ポケットモンスターSPECIAL』に登場する架空の人物である。

## プロフィール
- 性別：女
- 誕生日：6月1日[1][2]
- 星座：双子座
- 年齢：11歳(第1章)[2]→13歳(第2章)[2]→14歳(第3章)[2]→16歳(第5章)[1][2]→17歳(第6章)[2]→20歳(第13章)
- 血液型：B型[1]
- 身長：165cm(第13章時点)[2]
- 体重：48kg(第13章時点)[2]
- 家族：父・母
- 出身地：カントー地方・マサラタウン[1][2]
- 賞歴：第9回カントー地方ポケモンリーグ3位入賞[2][1][注釈 1]
- 特技：ポケモンの進化の知識[2]・変装[2]・発明[2]・相手の裏をかくこと・女の武器で男を誘惑すること
- 発明品：改造シルフスコープ[3]、シャボンマイク[2][4]、発信器[5]、盗聴器[5]
- 趣味：アクセサリーや可愛い靴集め[1]
- 初登場：第15話 VSカメール
- 登場章：第1章・第2章・第3章・第5章・第6章・(第7章)・(第9章)・第13章
- 登場巻：2・3・（4）・5-7・13-15・22-26・(27)・(28)・29・(37)・(38)・(41)
- 持ち物：ポケモン図鑑（初代→4代目）、ポケギア、ボイスチェッカー、バトルサーチャー、トライパス[6]、レインボーパス[6]、シルフスコープ（独自に改造したもの）[3]、シャボンマイク[4]、ノートパソコン、キーストーン[7]、カメックスナイト[7]
- 代名詞：化える者（ポケモン進化）[8]
- 人気投票：5位（2005年）[9]→9位（2011年）[10]

## 人物
第1章・第5章の主人公の一人。常に用意周到でちゃっかりした性格。一人称は「アタシ」。
オーキド博士曰く、グリーンやレッドを含めたマサラ出身の3人の中では一番ずる賢く、機転が利くらしい。自分で作ったメカを使用している他、変装も得意。初登場時から美人でグラマーを武器にすることもあるため、レッドも初めて会った際に偽物の道具を売りつけられた。口元に手を当てて高笑いする癖がある。
しかしそのような性格に反して、マサラタウン出身者には優秀なポケモントレーナーが多く、ポケモンリーグの歴代優勝者は全員マサラタウン出身ということから、5歳の時に「仮面の男」ことチョウジタウンのジムリーダー・ヤナギにホウオウを通じて故郷のマサラタウンから誘拐され、親元を離れて「マスクド・チルドレン」として4年間の修行を強制されたという過去を持つ。「マスクド・チルドレン」時代に常に行動を共にしていたシルバーとは姉弟同然の間柄になり、彼と共に厳しい修行に耐えていった。誘拐されてから4年経った後、シルバーを連れて「仮面の男」の下から脱走したが、自由になった生活の中でも幼い頃から一緒にいたプリン（ぷりり）をニックネームで呼べない（「ポケモンにニックネームは必要ない」と「仮面の男」に殴られたトラウマによる）、鳥ポケモン恐怖症になる（下記を参照）など、「仮面の男」の影響が見られた。同時に進化の知識を徹底的に植えつけられ、進化のタイミングやメカニズムがわかるなど、オーキド博士からは「化える者」と評価されている。なお、実の両親は誘拐された自身を探して各地を回っていたため脱走後もすぐには再会できず、10年以上生き別れたままになっていたが第6章後に無事再会を果たした。根は素直で優しい性格で「仮面の男」の撃退後、トラウマを克服したこともあり、第5章以降は普通な女の子としての面が強く出始める。
ホウオウに攫われた事が原因となり、極度の鳥ポケモン恐怖症を患っていた。当初は小さな鳥ポケモンが相手でも竦んでしまうほどであったが、第2章から第3章までの間の努力で完治させており伝説の鳥ポケモンのフリーザー・ファイヤー・サンダーを従えられるほどになっている。
グリーンやレッドのように敵と真正面から戦う正攻法よりも、奇策で敵を惑わす戦法が多い。ナツメと対峙したときは自分では勝てないとみて、隙を見て逃亡している。実際は真っ向勝負でも強く、ポケモンリーグでも11歳で準決勝進出している。究極技の修行ではキワメが驚愕するほどの速さで技を習得していることからもセンスの高さがうかがえる。
第3章まではノースリーブの黒いワンピースに白い手袋を身にまとった衣装だったが、第5章以降は『ポケットモンスター ファイアレッド・リーフグリーン』の女の子主人公をモデルとした服装（シルバーからのプレゼント）となっている。また、第2章ではイヤリングを付けており、靴も変わっている。カンナ戦では作戦の一環として上着を着ている。シルフカンパニーではナツメのユンゲラーに胸元を引き裂かれたため、生地をリボン状に結んでいる。
なお、第3章までの彼女のキャラクターデザインはゲーム版の公式ガイドブック（小学館より発売）の表紙に描かれたキャラクターがモデルである。レッドやグリーンと比べると、シリーズが進むごとに大人の女性らしい容姿へと変化している。歴代図鑑所有者、及びメインキャラクターの中では群を抜いてスタイルが良く、鞄を襷掛けしている。

## 劇中での活躍
第1章(赤・緑・青編)
不良品のアイテムを売りつけたことをきっかけにレッドと知り合い、たびたび行動を共にするようになる。実はレッドやグリーンと出会う前に、自分と同じマサラタウン出身の2人のトレーナーがオーキド博士から図鑑とポケモンを貰い旅に出発した事を知り、同じマサラタウンのトレーナーながらも自分はできなかった嫉妬から、残っていたゼニガメをオーキド研究所から盗んでいた。
当初は生きる為に詐欺行為や盗みを行ったが、レッド・グリーンとの出会いを通じて荒んだ心は徐々に変化していき、第9回ポケモンリーグでドクターO(オーキド博士)と戦い、その心情を告白したことでカントー第3の図鑑所有者として選ばれた。オーキド博士には敗れたがオーキド博士が辞退したことで繰上げで3位入賞となった。また、ストーリー中に何度かシルバーに電話をかけ状況の報告をしている。
第2章(イエロー編)
「ワタルが巨大な鳥ポケモンを操ろうとしている」との情報をシルバーから聞き、イエローを旅に送り出して、自身もたびたびイエローを援護し、四天王の情報とレッドの消息を探る。スオウ島ではかつての敵だったナツメと協力してカンナと戦うが、タッツーを人質に取られ隙を見せてしまい、ルージュラの強力な一撃で気を失ってしまうが、ナツメが敗れたところで意識を取り戻し、カンナを欺いて辛くも勝利する。その後はイエローの支援をし、最終的にワタルの野望の阻止に成功した。
以降は、自身を攫ったホウオウを捜すようになる。
第3章(金・銀・クリスタル編)
台詞無しの回想シーンを除いて長い月日を経て13巻で再登場する。その間にサンダー・ファイヤー・フリーザーを捕獲し、トラウマになっていた鳥ポケモンを克服していた。
ウバメの森では同じ「マスクド・チルドレン」であったカリン・イツキの過去を思い出させる幻覚攻撃を乗り越え、再会したレッド・グリーンと共に空中戦を繰り広げた。「仮面の男」との最終決戦では初代図鑑所有者の1人として、ゴールド・シルバー・クリスタルを援護し、因縁の相手であるヤナギの野望を阻止することに成功した。
第5章(ファイアレッド・リーフグリーン編)
ナナシマの1の島で両親と数年ぶりの再会を果たす予定だったが、デオキシス（個体・壱）に目の前で両親を攫われてしまい、ショックのあまり心に傷を負ってしまう。
その後はレッド・グリーンと共にロケット団と戦い、一時的ながらも両親との再会に成功するが、三獣士のサキとの戦いで発生した謎の光を浴びたことで、身体が石化してしまう。
第6章(エメラルド編)
ハギ老人（このとき名誉艦長）らによって石化した状態でホウエン地方のバトルフロンティア内に運ばれる
しばらく石化したままバトルタワーに展示されていたが、エメラルドのジラーチへの願いにより復活する。その後、ジョウト・ホウエンの図鑑所有者達と共に究極技を繰り出してガイルが出現させた強大な海の魔物を撃退し、バトルフロンティアの危機を救った。
第9章(ハートゴールド・ソウルシルバー編)
シルバーの回想シーン中にて登場。シルバーに「やみのいし」と「するどいツメ」を手渡した。
第13章（オメガルビー・アルファサファイア編）
レッド・ナナミと共にマサキの家に訪れるが、珠の欠片をマツブサ・アオギリに奪われてしまう。惑星の危機が迫る中、ホウエン地方へ向かいマツブサ・アオギリ、ゲンシカイキしたグラードン・カイオーガと交戦するも、伝説のポケモン達に敗れサカキに救助された。
その後は迎撃チームに参加してルネシティ上空に待機、メガレックウザが大穴を開けたグランメテオΔに向けて攻撃を放ち隕石を粉々に砕いた。

## 所有ポケモン
手持ち、控え共に第13章時点のメンバー。ポケモンの種族名をもじってニックネームとしている。

### 手持ち
カメちゃん
- ゼニガメ♂→カメール♂→カメックス♂←→メガカメックス♂ Ｌv.80
- 特性：げきりゅう[2][32]←→メガランチャー 性格：ようき[2][32] 個性：すこしおちょうしもの[2]
- 初登場：第15話 VSカメール
- 技[2]："あわ"・"なみのり"・"ハイドロカノン"・"ハイドロポンプ"・"みずでっぽう"・"メガトンパンチ"

ブルーの主戦力。ゼニガメの頃オーキド研究所から盗み出す。初登場でレッドとの初対面時ではカメールとなっており、ゼニガメ時代は直接登場していない。その後、数度の戦いを経てカメックスに進化する。
背中の大砲から勢いよく水を噴射することで、短時間だけながら空を飛ぶことができる。
第3章でシロガネ山へと向かうレッドに託され、そこで補給した炎を増幅する効果を持つ「炎（ファイヤー）温泉」を噴射してヤナギの氷を唯一溶かすことができるエンテイの炎を広げた。
第5章ではキワメの修行により、「水の究極技」"ハイドロカノン"をキワメも驚くほどの早さと威力で習得する。
第6章ではシルバーのオーダイル・ルビーのZUZU（ラグラージ）と共に、「水の究極技」"ハイドロカノン"を放った。
第13章ではメガシンカを会得した。
ぷりり
- プリン♀→プクリン♀ Lv.77
- 特性：メロメロボディ[2][32] 性格：のうてんき[2][32] 個性：からだがじょうぶ[2]
- 初登場：第16話 VSケンタロス
- 技[2]："うたう"・"おうふくビンタ"・"かなしばり"・"トライアタック"

幼い頃から所持しており、「マスクド・チルドレン」時代は共に修行した。プリンの当時は身体を風船のように膨らませることで飛行手段にも利用していた。第5章でニドちゃんと同時に進化する。
初めの頃はニックネームで呼べずにいたが、レッド達との出会いで克服する。
メタちゃん
- メタモン Lv.60
- 特性：じゅうなん[2][32] 性格：うっかりや[2][32] 個性：イタズラがすき[2]
- 初登場：第16話 VSケンタロス
- 技："へんしん"

ブルー得意の変装に欠かせないポケモンで、その他にも"へんしん"の能力を活かした様々な働きをする。
第2章では身体の一部を鍵に変えてマサキの家の鍵を開けた。スオウ島では、ブルーの手のフリをしてカンナを欺き、ブルー・ナツメに勝利をもたらした。
第5章ではデオキシス（アタックフォルム）に襲われたブルーの元からレッドに付いて行き、その時の状況をキワメに教え、レッド・グリーンが見たデオキシス（ノーマルフォルム）の姿が違っていた事を知らせた。
ニドちゃん
- ニドラン♀→ニドリーナ♀→ニドクイン♀ Lv.69
- 特性：どくのトゲ[2][36] 性格：れいせい[2][36] 個性：とてもきちょうめん[2]
- 初登場：第39話 VSオニスズメ
- 技[2]："にどげり"

カメちゃんに次ぐ準戦闘員。第5章でぷりりと同時に進化する。
ニドラン♀の頃、イエローの叔父のヒデノリが持つニドラン♂と仲良くなり、バタフリーとビードルの交換を持ちかける口実に利用されたが、レッドにより未遂に終わる。
ピッくん
- ピッピ♂→ピクシー♂ Lv.68
- 特性：メロメロボディ[2][36] 性格：やんちゃ[2][36] 個性：ケンカをするのがすき[2]
- 初登場：第32話 VSユンゲラー
- 技[2]："ちいさくなる"・"なきごえ"・"ゆびをふる"

シルフカンパニーでレッドの「つきのいし」によって進化し、サンダー・ファイヤー・フリーザーを追い詰める活躍を見せた。非常に耳がいい。
ニックネームがついたのは第2章。
ブルー
- ブルー♂→グランブル♂
- 特性：にげあし[36]→はやあし[2] 性格：おくびょう[36] 個性：にげるのがはやい[2]
- 技[2]："あまえる"・"こわいかお"・"とっしん"・"かみつく"
- 初登場：第89話 VSトランセル

シルバーに預けていたが、「人と交換したポケモンは早く育つ」ということを利用する為、タッツーと交換していた。
第2章で四天王戦の「7匹目の切り札」として呼び戻すが、出番はなかった。第3章で正式に手持ちに加わり、第5章で進化する。
リリリ
- プリン♀ Lv.25
- 特性：メロメロボディ[2] 性格：おだやか[2]

第13章での新しい手持ち。かつてのぷりりと同じく、身体を風船のように膨らませて飛行手段に利用している。

### 控え
ケーちゃん
- ケーシィ♀ Lv.51
- 特性：シンクロ[2] 性格：きまぐれ[2]
- 初登場：第162話 VSカポエラー
- 技："テレポート"[41]

第3章に登場。シルバーの身を守る為、彼を"テレポート"させる。
このとき、シルバーの潜在意識を刺激して、埋もれた記憶にある故郷が行き先となるようにしていたことが、第5章で明かされた。

### 一時手持ち
タッツー（シルバー）
ブルーは「タッちゃん」と呼んでいた。カンナのヤドランを尾行するために使うが捕らえられ、人質にされた。

ビードル
第1章にて、第9回ポケモンリーグでブルーが釣り人のヒデノリにバタフリーと自分のビードルを交換してほしいと頼んだ。

フリーザー
- 特性：プレッシャー
- 初登場：第25話 VSフリーザー
- 技："かぜおこし"・"ゴッドバード"・"ふぶき"・"れいとうビーム"

サンダー
- 特性：プレッシャー
- 初登場：第26話 VSファイヤー
- 技："かぜおこし"・"かみなり"・"ゴッドバード"・"でんきショック"

ファイヤー
- 特性：プレッシャー
- 初登場：第26話 VSファイヤー
- 技："かぜおこし"・"ゴッドバード"・"ほのおのうず"